# Filippo Destrieri
Filippo Destrieri (Legnano, 22 ottobre 1951) è un compositore, arrangiatore e tastierista italiano.

## Biografia
Fin dalla giovane età inizia ad appassionarsi alla tastiera. I suoi esordi musicali risalgono all'età di circa 15 anni nei locali dell'hinterland milanese, con un repertorio che va dal pop al rock.
A 18 anni, insieme ad alcuni coetanei lombardi, forma la band "I Nostri Sogni"; successivamente, a vent'anni, inizia a girare l'Europa con diverse band fino a formare, con degli amici musicisti svizzeri, il gruppo "Quadro d'Autore".
Il genere pop-rock ed elettronico lo accompagna fino alla fine degli anni '70, quando, tornato a Milano, incontra Franco Battiato, con il quale condivide una passione per i sintetizzatori dell'epoca (ARP 2600, Oberheim OBX e VCS3) e inizia una collaborazione che sarà determinante per la sua crescita personale e musicale.
Dopo una partecipazione nell'opera sperimentale Baby sitter (1977) di Franco Battiato, nel '79 esordisce assieme al violinista Giusto Pio e lo stesso Battiato nel tour italiano de L'era del cinghiale bianco, per poi collaborare in tutti i concerti e le produzioni discografiche dell'artista, fino alla metà degli anni '90, diventando «uno dei suoi partner "storici"» e «un inconfondibile marchio del suono Battiato».
Sul metodo compositivo del cantautore siciliano, racconta: «Lui prepara delle basi, poi proviamo magari a tagliare due o tre battute, cominciamo a fare i pattern, aggiungiamo qualcosa, cambiamo gli accordi e così via. Poi cerchiamo i suoni…», e ancora: «C'è molto di scritto, nel senso che l'idea del brano è scritta – lui d'altro canto è un compositore. Poi se c'è qualche idea che può valorizzare la cosa si aggiunge liberamente. Era bello quando non c'erano i computer, che si doveva suonare tutto "a mano", invece col computer la sfida è quella di far suonare tutto più umano e meno meccanico possibile».
Nel corso degli anni, collabora alle produzioni discografiche di diversi artisti, come Alice, Milva, Giuni Russo, Sibilla, Alberto Radius, Ombretta Colli, Juri Camisasca, Vincenzo Spampinato, Eugenio Finardi, Saro Cosentino, Rosanna Fratello, Farida e Giusto Pio (con quest'ultimo è anche coautore, insieme a Franco Battiato, del brano Legione straniera). Inoltre, partecipa a varie tournée europee di Alice e Milva, e si esibisce alla presenza di Papa Giovanni Paolo II (1989) e nello storico Concerto di Baghdad (1992).
Nel 1996, insieme a Gianni Mocchetti, forma il gruppo "De-Mo". Nel 2002 registrano il brano inedito Bacterium, con la voce recitante del filosofo Manlio Sgalambro.
Nel 2005, insieme a Marco Rapelli, forma "Equipaggio Sperimentale", una tribute band a Franco Battiato. Nel 2013 esce il loro primo album dal vivo, Labirinto trapunto di cedri, a cui seguono gli album in studio Jubilæum (2016), PantagruelicaMente Battiato (2016) e Strani brani (2017).
Nel 2014 partecipa come attore nel film L'ultima luna di Alberto Moroni.
Il 7 Agosto 2019 partecipa a Francavilla al Mare al "Prog Italia Collection Party" suonando, con la Grande Orchestra Sinfonica Russa “Tchaikovsky” di Udmurtia, formata da 60 elementi e diretta dal maestro Leonardo Quadrini, tre brani di Battiato degli anni '70 (Aria di rivoluzione, Propiedad prohibida e Meccanica) e chiudendo il concerto con Centro di gravità permanente, accompagnato dai maggiori esponenti del progressive italiano (Lino Vairetti, Bernardo Lanzetti, Aldo Tagliapietra, Vittorio De Scalzi, Enzo Vita, ecc.).
Nel 2022 viene intervistato nel documentario Franco Battiato - La voce del padrone di Marco Spagnoli presentato al Taormina Film Fest 2022.

## Discografia

### Album in studio
- 1980 - Capo Nord - Alice - tastiere e ARP
- 1980 - Patriots - Franco Battiato - tastiere, ARP e organo Hammond
- 1981 - Alice - Alice - tastiere, pianoforte e Fender Rhodes
- 1981 - Energie - Giuni Russo - tastiere
- 1981 - La voce del padrone - Franco Battiato - tastiere
- 1982 - L'arca di Noè - Franco Battiato - tastiere
- 1982 - Azimut - Alice - tastiere in Messaggio e Laura degli specchi
- 1982 - Legione straniera - Giusto Pio - autore musica in Legione straniera e tastiere
- 1982 - Milva e dintorni - Milva - tastiere
- 1982 - Milva (Alexander Platz) (edizione francese di Milva e dintorni) - Milva - tastiere
- 1982 - Gente di Dublino - Alberto Radius - tastiere
- 1982 - Con e senza cravatta - Manrico Mologni - tastiere
- 1983 - Orizzonti perduti - Franco Battiato - tastiere
- 1983 - Medio Occidente - Francesco Messina - tastiere, programmazione
- 1983 - Restoration - Giusto Pio - tastiere e sintetizzatore
- 1983 - Dal blu - Eugenio Finardi - tastiere in Laura degli specchi
- 1984 - Alla periferia dell'impero - Mino Di Martino - tastiere
- 1984 - Mediterranea - Giuni Russo - programmazione
- 1984 - Le mie nuove canzoni - Orietta Berti - programmazione
- 1984 - Il nibbio - Raffaele Mazzei - tastiere
- 1984 - Una donna tutta sbagliata - Ombretta Colli - tastiere
- 1985 - Mondi lontanissimi - Franco Battiato - programmazione e tastiere
- 1985 - Echoes of Sufi Dances - Franco Battiato - tastiere
- 1985 - Ecos de Danzas Sufi - Franco Battiato - tastiere
- 1987 - Elisir - Alice - tastiere e programmazione
- 1987 - Nómadas - Franco Battiato - tastiere e programmazione
- 1988 - Fisiognomica - Franco Battiato - tastiere e programmazione
- 1988 - Fisiognomica (edizione spagnola) - Franco Battiato - tastiere e programmazione
- 1988 - Te Deum - Juri Camisasca - tastiere e programmazione
- 1988 - Vetri rosa della Casbah - Saro Cosentino - programmazione ne Gli amanti
- 1989 - Svegliando l'amante che dorme - Milva - arrangiamenti, tastiere e programmazione
- 1989 - Una historia inventada (edizione spagnola di Svegliando l'amante che dorme) - Milva - arrangiamenti, tastiere e programmazione
- 1989 - Eine erfundene Geschichte (edizione tedesca di Svegliando l'amante che dorme) - Milva - arrangiamenti, tastiere e programmazione
- 1989 - Venuti dalle Madonie a cercar Carbone - Denovo - programmazione
- 1991 - Come un cammello in una grondaia - Franco Battiato - tastiere, sintetizzatore e programmazione
- 1991 - Como un camello en un canalón (edizione spagnola di Come un cammello in una grondaia) - Franco Battiato - tastiere, sintetizzatori e programmazione
- 1993 - Caffè de la Paix - Franco Battiato - tastiere e programmazione
- 1995 - Il sole - Prefisso - autore musica e arrangiamenti
- 1996 - Battiato non Battiato - AA.VV. - tastiere, programmazione e produzione in Segnali di vita con i De-Mo
- 2011 - Il senso del respiro - Cinzia Fontana - tastiere
- 2016 - Jubilæum - Equipaggio Sperimentale - tastiere e programmazione computer
- 2016 - PantagruelicaMente Battiato - Equipaggio Sperimentale - tastiere e programmazione computer
- 2017 - Strani brani - Equipaggio Sperimentale - tastiere e programmazione computer

### Album dal vivo
- 1989 - Giubbe rosse - Franco Battiato - tastiere e programmazione
- 1989 - Giubbe rosse (edizione spagnola) - Franco Battiato - tastiere e computer
- 1994 - Unprotected - Franco Battiato - tastiere e computer
- 2013 - Labirinto trapunto di cedri - Equipaggio Sperimentale - tastiere e programmazione

### Opere
- 1987 - Genesi - Franco Battiato - programmazione e campionamenti
- 1992 - Gilgamesh - Franco Battiato - tastiere e programmazione
- 1994 - Il cavaliere dell'intelletto - Franco Battiato - programmazione e tastiere
- 1994 - Messa arcaica - Franco Battiato - programmazione e tastiere

### Raccolte
- 1979 - Breathingspace/79 - AA.VV. - partecipazione in Al Capone Poem di Adriano Spatola e F. Tiziano
- 1982 - Festivalbar '82 - AA.VV. - autore musica e tastiere in Legione straniera di Giusto Pio
- 1986 - Battiato - Franco Battiato - tastiere e programmazione
- 2012 - Vox/Mediterranea - Giuni Russo - programmazione

### Singoli
- 1980 - Il vento caldo dell'estate/Sera - Alice - tastiere
- 1981 - Per Elisa/Bael - Alice - tastiere
- 1981 - Bandiera bianca/Summer on a solitary beach - Franco Battiato - tastiere
- 1981 - Innamorati di me/Io e te - Vincenzo Spampinato - tastiere
- 1982 - Cuccurucucú/Segnali di vita - Franco Battiato - tastiere
- 1982 - Messaggio/La mano - Alice - tastiere in Messaggio
- 1982 - Legione straniera/Giardino segreto - Giusto Pio - autore musica in Legione straniera e tastiere
- 1982 - Alexander Platz/Poggibonsi - Milva - tastiere
- 1982 - Alexander Platz/Poggibonsi (chanter pour ne pas pleurer) - Milva - tastiere
- 1982 - Wieder Mal/Alexander Platz - Milva - tastiere
- 1982 - Un'estate al mare/Bing Bang Being - Giuni Russo - tastiere
- 1982 - Una vipera sarò/Tappeto volante - Giuni Russo - tastiere
- 1983 - Oppio/Svegliami - Sibilla - tastiere
- 1983 - Rodolfo Valentino/Oceano indiano - Farida - tastiere
- 1983 - Cocco fresco cocco bello/Evaristo - Ombretta Colli - tastiere
- 1984 - Milano d'estate/Luigi e gli americani - Ombretta Colli - tastiere
- 1984 - Mediterranea/Limonata cha-cha - Giuni Russo - Roland CM4
- 1984 - I treni di Tozeur/Le biciclette di Forlì - Alice e Franco Battiato - tastiere
- 1984 - La carovana/Sola - Rosanna Fratello - tastiere
- 1984 - Auto-motion/Otomoscion - Giusto Pio - tastiere
- 1985 - Fill/Maren - Asciara - tastiere e programmazione ritmiche
- 1985 - Via lattea/L'animale - Franco Battiato - computer e tastiere
- 1985 - No time no space/Il re del mondo - Franco Battiato - computer e tastiere
- 1987 - The fool on the hill/Il vento caldo dell'estate - Alice - tastiere e programmazione
- 1993 - Caffè de la Paix - Franco Battiato - tastiere e computer
- 1993 - Atlantide - Franco Battiato - tastiere e computer
- 1995 - Chi più ne ha…/Avevo bisogno di te - Prefisso - produzione
- 2011 - Go Ferrari - Mauro Raccanello - tastiere

## Videografia

### Concerti
- 1992 - Concerto di Baghdad - Franco Battiato - tastiere e computer

### Opere
- 1994 - Messa arcaica - Franco Battiato - tastiere

### Raccolte
- 1992 - Dal cinghiale al cammello - Franco Battiato - comparsa in Up patriots to arms e No time no space

### Videoclip
- 1980 - Up patriots to arms - Franco Battiato - comparsa
- 1980 - Prospettiva Nevski - Franco Battiato - comparsa
- 1985 - No time no space - Franco Battiato - comparsa
- 1993 - Atlantide - Franco Battiato - collaborazione alla regia
- 1995 - Tao - Franco Battiato - regia e montaggio

### Film
- 2022 - Franco Battiato - La voce del padrone - Marco Spagnoli - intervista

## Filmografia
- 2003 - Perdutoamor - Franco Battiato - comparsa
- 2010 - Asfalto rosso - Ettore Pasciulli - comparsa
- 2014 - L'ultima luna - Alberto Moroni - attore

## Tournée

### Concerti
- 1979 - L'era del cinghiale bianco tour - Franco Battiato - tastiere
- 1981 - Patriots tour - Franco Battiato - tastiere
- 1981-1982 - La voce del padrone tour - Franco Battiato - tastiere
- 1983 - L'arca di Noè tour - Franco Battiato - tastiere
- 1985 - Mondi lontanissimi tour - Franco Battiato - tastiere
- 1987 - Nómadas tour - Franco Battiato - tastiere e computer
- 1987 - Elisir European tour - Alice - tastiere
- 1988 - Fisiognomica tour - Franco Battiato - tastiere e computer
- 1989 - Svegliando l'amante che dorme tour - Milva - tastiere e computer
- 1989-1990 - Il sole nella pioggia tour - Alice - tastiere
- 1991-1993 - Come un cammello in una grondaia tour - Franco Battiato - tastiere e computer
- 1994 - Caffè de la Paix in concerto - Franco Battiato - tastiere e computer
- 1995-1996 - L'ombrello e la macchina da cucire tour - Franco Battiato - tastiere e computer
- 1997 - L'imboscata tour - Franco Battiato - tastiere e computer

### Opere
- 1977 - Baby sitter - Franco Battiato - pianoforte elettrico Wurlitzer
- 1987 - Genesi - Franco Battiato - computer e campionamenti
- 1992 - Gilgamesh - Franco Battiato - tastiere e computer
- 1994 - Messa arcaica - Franco Battiato - computer e tastiere
- 1994-1996 - Il cavaliere dell'intelletto - Manlio Sgalambro e Franco Battiato - computer e tastiere

## Dicono di lui
- In un libro-intervista, parlando di spiriti e fantasmi, Franco Battiato lo cita fra i testimoni di un curioso episodio: «Ero vicino a Londra per mixare in uno studio un disco. Eravamo alloggiati in un castello medioevale completamente isolato. In questo castello tutti noi musicisti abbiamo avuto esperienze con presenze stranissime che interagivano facendosi sentire con rumori e disturbi. C'erano Giusto Pio, Filippo Destrieri, Antonio Ballista e Pippo Russo, un musicista siciliano. […] Filippo Destrieri [sentiva] dei sussurri e voci all'orecchio: qualcuno che sussurrava qualcosa e scappava»[13]. Sempre nello stesso libro, Battiato afferma che «Pio, Ballista e Destrieri sono effettivamente speciali. Sono persone molto divertenti, oltre che bravi musicisti. Ma dire divertenti è un po' sminuirli. Sono persone valide e umanamente positive per intelligenza e sensibilità»[14].